# Палаты в Кадашёвской слободе
Пала́ты в Кадашёвской слободе́ — памятник архитектуры, расположенный в городе Москве.

## История
Территория, занятая зданием, примыкает к участку храма Воскресения Христова в Кадашах. Главный дом усадьбы возводился в несколько этапов.
В основе здания лежат палаты, выстроенные во второй половине XVII века. Нижний этаж усадьбы являлся служебным помещением и использовался в качестве склада. Скорее всего, оконные проёмы цокольный этаж приобрёл лишь в середине XVIII века.
Южная часть архитектурного сооружения была возведена в 1740-е годы, как гласят переписные книги Москвы 1738—1742 годов, произошло это при комиссаре Л. Л. Шокурове.
В 1752 году владение переходит к ключарю Благовещенского собора Московского Кремля Михаилу Данилову.
В 1761 году дом принадлежал купцу Матвею Алексееву Ратькову. Впоследствии хозяйкой имения стала его вдова Т. Ратькова.
В конце XVIII века к западной части усадьбы был пристроен дополнительный объём, где в ходе реставрации был обнаружен фрагмент геометрического рельефа.
В 1804 году палаты приобрёл на одном из московских аукционов купец Фёдор Иванович Мочалов, в скором времени имение перешло во владение его вдовы — Анисьи Мочаловой.
В середине XIX века усадьба была продана купцу Михаилу Петровичу Калашникову. В 1893 году имением завладел его сын Пётр.
В 1913 году со стороны двора к главному дому усадьбы было пристроено ещё одно здание, где размещались жилые квартиры. Окончательно было разобрано Красное крыльцо.
В 1914 году потомки Петра Калашникова продали постройку крестьянину Егору Дмитриевичу Лебедеву.
Здание сохранило свою первоначальную планировку, но декор фасадов был утрачен. До нас дошли и фрагменты подклета усадьбы, созданные в конце XVII века, с входом на внутристенную лестницу.
В настоящее время палаты находятся в федеральной собственности. Здание является объектом культурного наследия федерального значения.